# Batalla de Coronea (394 aC)
La batalla de Coronea  del 394 aC va ser un enfrontament durant la Guerra de Corint, en la qual es van enfrontar Esparta i els seus aliats, comandats pel rei espartà Agesilau II, contra una força de tebans i argòlides que intentaven bloquejar la seva marxa cap al Peloponnès. La batalla va acabar amb la victòria espartana.

## Preludi
La Guerra de Corint va començar el 395 aC com Tebes, Argos, Corint i Atenes, juntament amb el suport i el finançament de Pèrsia, es van unir per oposar-se a la intervenció d'Esparta a Lòcrida i Fòcida. Al començament de la guerra, Agesilau II es trobava a Jònia, fent una campanya contra els perses. Quan van començar les hostilitats, va ser cridat de nou a Esparta, i va començar una marxa terra endins a través de Tràcia i la Grècia Central cap al Peloponnès. A l'entrar a Beòcia es va trobar amb l'oposició d'una força composta principalment per tebans, els seus aliats beocis i argòlides.
Les forces d'Agesilau estaven compostes d'un regiment i mig d'esparciates (homoioi), reforçats amb els hilotes alliberats, i una força considerable de tropes aliades del Peloponnès i de Jònia. Al davant es va trobar un exèrcit format per beocis, atenencs, argius, corintis, eubeans i locris. En total, els aliats podrien tenir uns 20.000 hoplites, mentre que Agesilau podia comptar amb uns 15.000. Les forces de cavalleria de tots dos bàndols estaven igualades, però Agesilau tenia substancialment més peltastes.
Abans de la batalla, alguns membres de l'exèrcit d'Agesilau es trobaven preocupats per un presagi del que havien estat testimonis uns dies abans, quan el sol va aparèixer en forma creixent. Per donar-los seguretat, Agesilau, els va recordar la recent victòria espartana a Nèmea i després els va dir que el navarca espartà Pisandre havia mort en una victòria contra la flota persa. De fet, Agesilau, sabia que havia mort en una aclaparadora derrota a la batalla de Cnidos, encara que la seva mentida va servir per augmentar la moral de les seves tropes abans de la batalla.
La derrota de Nèmea, d'altra banda, pesava en els argius i corintis. Els atenencs tampoc tenien la moral molt alta: estaven massa familiaritzats amb els alts i baixos de la seva anterior guerra contra Esparta a la Guerra del Peloponnès, i amb la facilitat persa de canviar de bàndol segons els seus interessos; només els beocis semblaven estar confiats a aconseguir la victòria.

## Batalla
Agesilau comandava l'extrem dret de l'exèrcit, format pels espartans. Al seu costat hi havia els veterans dels  Deu Mil , després els grecs d'Anatòlia, i a l'extrem esquerre els focis i els orcomenis. Els tebans es van enfrontar als orcomenis i els argius als espartans.
Tots dos exèrcits van avançar en silenci total. A unes 200 iardes de distància, els tebans van cridar el seu crit de guerra i es van llançar en una càrrega. A unes 100 iardes els veterans dels  Deu Mil , comandats per Herípides, i els grecs d'Anatòlia van carregar contra les tropes que tenien al davant, aconseguint rodejar-los.
Entre els argius es va estendre el pànic abans que els espartans comandats per Agesilau poguessin tan sols arribar a ells i van fugir cap a la muntanya.
Els mercenaris propers a Agesilau van assumir que la batalla havia acabat i fins i tot van oferir una condecoració al rei per commemorar la seva victòria. Just llavors van arribar notícies de l'altre flanc: els tebans havien trencat les files dels orcomenis i estaven sobre dels carruatges amb els subministraments, robar amb el botí que portaven d'Àsia. En assabentar-se, Agesilau va fer girar la seva falange i es va dirigir contra ells, moment en què els tebans es van adonar que els seus aliats havien fugit. Van formar amb la idea desesperada de trencar les files d'Agesilau per unir-se a la muntanya amb la resta de l'exèrcit.
Agesilau va decidir posar la seva falange directament en el seu camí en lloc d'intentar assolir-per darrere o pel flanc, possiblement influït per la seva animositat contra els tebans, i el que va passar va ser un dels pitjors banys de sang de la història de les batalles d'hoplites. Xenofont la va descriure: "Escut contra escut lluitaven, mataven i morien a canvi". Al final uns pocs tebans van aconseguir arribar fins a la muntanya però, amb paraules de Xenofont, "Molts altres van morir en el camí".

## Esdeveniments posteriors
Agesilau va ser ferit a la batalla i va haver de ser portat de tornada a la falange. Aquí va arribar la cavalleria i va informar que uns 80 homes s'havien refugiat en un temple proper. Agesilau va ordenar que fossin perdonats i que se'ls permetés anar on volguessin.
El matí següent, Agesilau va ordenar al polemarca Gilis que fes formar l'exèrcit i va repartir condecoracions al valor. Va rebre a una delegació i els va permetre recollir els seus morts. L'exèrcit després es va retirar a Fòcida i la Lòcrida, on el polemarca Gilis va morir.
Segons Diodor de Sicília, van morir més de 600 beocis i els seus aliats, i els espartans van perdre 350 homes.